# Pongeiella
Genre
Pongeiella est un genre de collemboles de la famille des Tullbergiidae.

## Liste des espèces
Selon Checklist of the Collembola of the World (version du 17 septembre 2019) :
- Pongeiella falca (Christiansen & Bellinger, 1980)
- Pongeiella luciaelvirae Thibaud & Peja, 1996
- Pongeiella stojanovorum Pomorski & Skarzynski, 1997

## Publication originale
- Rusek, 1991 : New Holarctic and Palearctic taxa of Tullbergiinae (Collembola). Acta Societatis Zoologicae Bohemoslovacae, vol. 55, no 1/2, p. 65-75.